# Neopentylglycoldiglycidylether
Neopentylglycoldiglycidylether is een organische verbinding met als brutoformule C11H20O4. Het is een schadelijke en brandbare vloeistof.
De stof kan waarschijnlijk ontplofbare peroxiden vormen en ze reageert met sterk oxiderende stoffen.

## Synthese
Neopentylglycoldiglycidylether wordt geproduceerd door de reactie van neopentylglycol met epichloorhydrine in de aanwezigheid van een lewiszuur (boortrifluoride), gevolgd door de dehydrohalogenering van het reactieproduct met behulp van natriumhydroxide of natriumaluminaat.

## Toepassing
Neopentylglycoldiglycidylether en andere diglycidylethers worden aan solventloze epoxyharsen toegevoegd. Het is een reactief diluent dat ervoor zorgt dat het epoxyhars minder viskeus is en het neemt deel aan de uithardingsreactie van het hars tot een flexibel en sterk materiaal.